# 白河柳
白河柳（学名：Salix yanbianica）是杨柳科柳属的植物，是中国的特有植物。分布于中国大陆的吉林等地，生长于海拔170米至1,300米的地区，常生长在河流附近空旷地，目前尚未由人工引种栽培。